# Uppsala-DLR Asteroid Survey
Uppsala-DLR Asteroid Survey, UAO-DLR Asteroid Survey (U.D.A.S.) – program poszukiwania i śledzenia planetoid i komet, realizowany przez Obserwatorium Astronomiczne w Uppsali (UAO) i Niemiecką Agencję Kosmiczną (DLR). Program ten jest kontynuacją zakończonego OCA-DLR Asteroid Survey.
W ramach przeglądu, według danych z 29 października 2018, odkryto 262 planetoidy, których orbity zostały dobrze wyznaczone i Międzynarodowa Unia Astronomiczna nadała im numery; pierwszą taką planetoidą jest (13437) Wellton-Persson.